# Martin Heimbucher

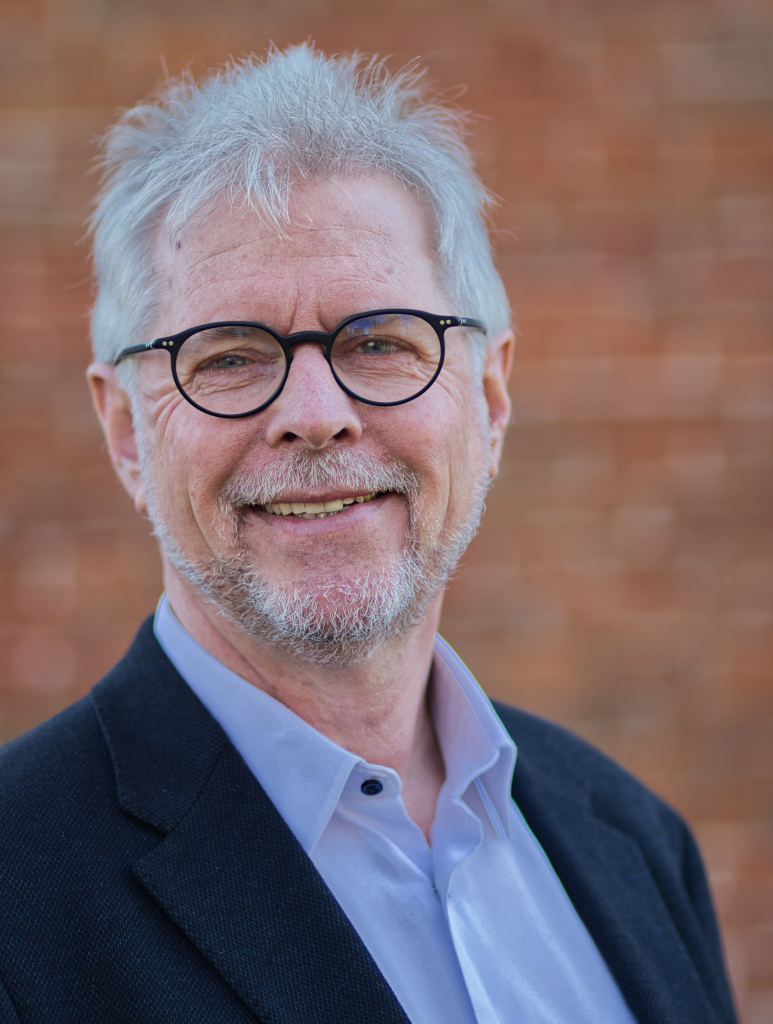
Martin Heimbucher, 2021

Martin Heimbucher (* 27. Oktober 1955 in Regensburg) ist ein deutscher reformierter Theologe. Von 2013 bis 2021 war er Kirchenpräsident der Evangelisch-reformierten Kirche.

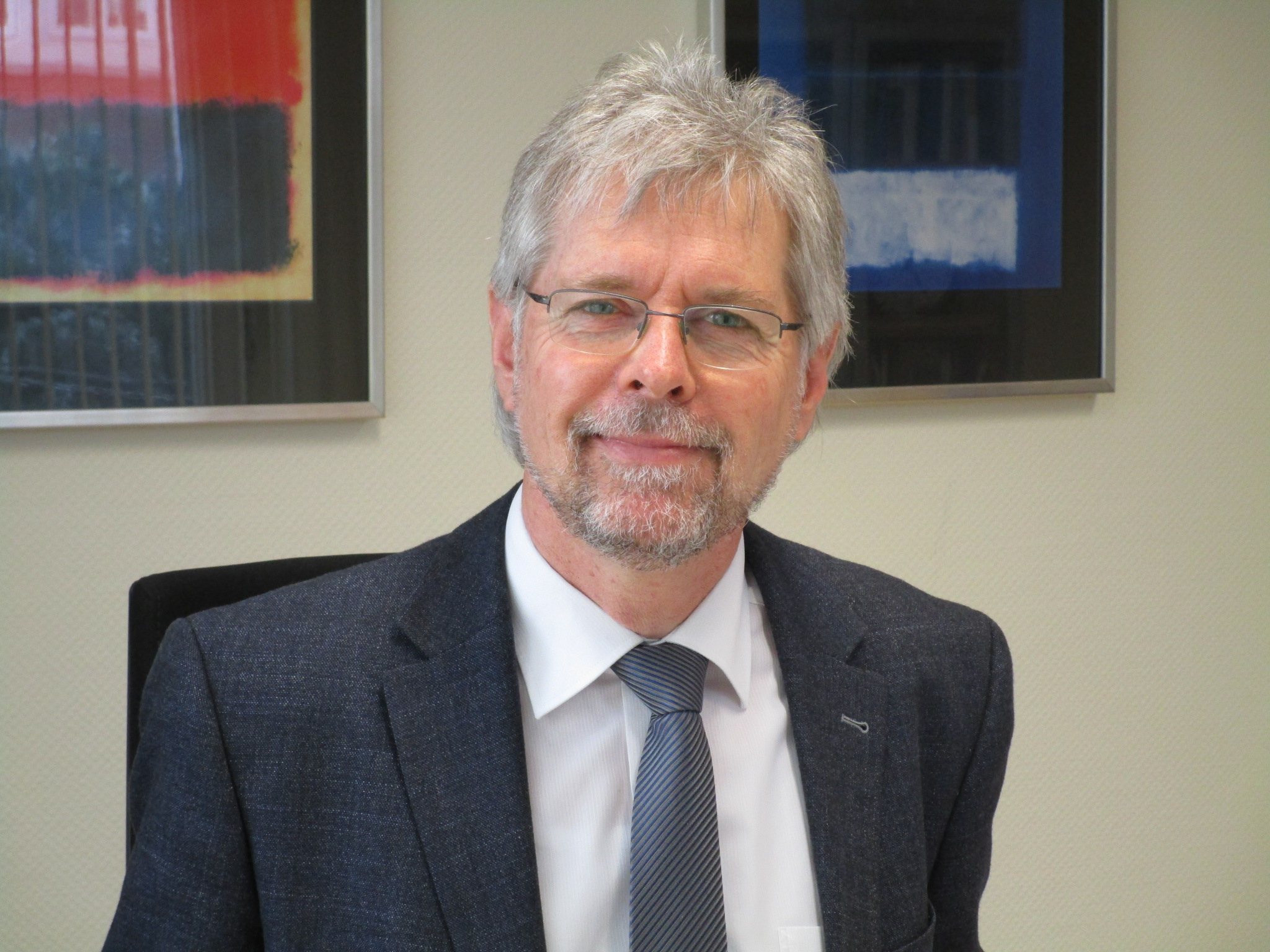
Martin Heimbucher, 2016

## Leben und Wirken
Heimbucher studierte nach dem Abitur am Friedrichsgymnasium (Kassel) von 1975 bis 1982 Evangelische Theologie in Göttingen und Mainz. Von 1985 bis 1990 war er Vikar und Pfarrvikar der Lippischen Landeskirche. Nach der Promotion an der Universität Göttingen mit einer Arbeit über Dietrich Bonhoeffer war er von 1991 bis 1999 Gemeindepastor in der Evangelischen Kirchengemeinde Asemissen-Bechterdissen in Leopoldshöhe (Kreis Lippe) und für einige Monate nebenamtlicher Ausbildungsreferent der Lippischen Landeskirche.
Von 2000 bis 2006 war er Pfarrer der evangelisch-reformierten Gemeinde in Eddigehausen bei Göttingen und seit 2007 Theologischer Referent der Union Evangelischer Kirchen im Kirchenamt der Evangelischen Kirche in Deutschland. Die Synode der Evangelisch-reformierten Kirche (Landeskirche) wählte ihn am 21. Juni 2013 als Nachfolger von Jann Schmidt zum Kirchenpräsidenten. Sein Amt als Kirchenpräsident trat er am 1. November 2013 an.
Heimbucher trat Ende Juli 2021 in den Ruhestand; als Nachfolgerin wurde im September 2021 die Frankfurter Pfarrerin Susanne Bei der Wieden eingeführt.
Martin Heimbucher ist verheiratet und hat zwei Kinder.

## Veröffentlichungen

### Monographie
- Christusfriede - Weltfrieden. Dietrich Bonhoeffers kirchlicher und politischer Kampf gegen den Krieg Hitlers.  Chr.Kaiser/Gütersloher Verlagshaus, Gütersloh 1997, ISBN 3-579-01899-X (zugleich: Göttingen, Universität, Dissertation 1992), 416 S.

### Herausgeberschaften
- zusammen mit Heidemarie Beier, Rainer Beier und Michael Pernt:  Schöpfung am Kreuz. Predigten – Gottesdienste – Denkanstöße – Meditationen – Gebete. Mit einem Geleitwort des Umweltschutzbeauftragten der EKD Pfarrer Dr. Kurt Oeser.  Jugenddienst-Verlag, Wuppertal 1985,  ISBN 3-7795-7391-1.
- zusammen mit Rudolf Weth: Die Barmer Theologische Erklärung. Einführung und Dokumentation. Mit einem Geleitwort von Wolfgang Huber, 7. überarbeitete und erweiterte Auflage, Neukirchener Verlagsgesellschaft, Neukirchen 2009, ISBN 978-3-7887-2369-9.
- Begründete Freiheit. Die Aktualität der Barmer Theologischen Erklärung (= Evangelische Impulse 1). Neukirchener Verlagsgesellschaft, Neukirchen 2009, ISBN 978-3-7887-2388-0.
- zusammen mit Christian Ammer und Vicco von Bülow: Herausforderung Menschenwürde. Beiträge zum interdisziplinären Gespräch (= Evangelische Impulse 2),  Neukirchener Verlagsgesellschaft, Neukirchen 2010, ISBN 978-3-7887-2440-5.
- zusammen mit Michael Beintker: Mit Gott reden - von Gott reden. Das Personsein des dreieinigen Gottes. Ein Votum des Theologischen Ausschusses der Union Evangelischer Kirchen (UEK) in der EKD (= Evangelische Impulse 3), 2. Auflage, Neukirchener Verlagsgesellschaft, Neukirchen 2011, ISBN 978-3-7887-2506-8.
- zusammen mit Christoph Schneider-Harpprecht und Aleida Siller: Zugänge zum Heidelberger Katechismus. Geschichte – Themen – Unterricht. Ein Handbuch für die Praxis mit Unterrichtsentwürfen auf CD-ROM. 2. Auflage, Neukirchener Verlagsgesellschaft, Neukirchen 2013, ISBN 978-3-7887-2596-9.
- zusammen mit Michael Beintker: Verbindende Theologie. Perspektiven der Leuenberger Konkordie (= Evangelische Impulse 5), Neukirchener Verlagsgesellschaft, Neukirchen 2014, ISBN 978-3-7887-2791-8.
- zusammen mit Alfred Krabbe und Martin Quilisch: „Wie auch wir vergeben unseren Schuldnern ...“. Geld – Glaube – Zukunft (= Erkenntnis und Glaube 45), Evangelische Verlagsanstalt, Leipzig 2014, ISBN 978-3-374-03908-1.

### Aufsätze
- Gebändigte Macht in der Freiheit des Dienstes. Die Ämter in der Kirche nach These IV der Barmer Theologischen Erklärung. In: Magdalene L. Frettlöh (Hrsg.): „Gottes kräftiger Anspruch“. Die Barmer Theologische Erklärung als reformierter Schlüsseltext (= reformiert! 3), Theologischer Verlag Zürich, Zürich 2017, ISBN 978-3-290-17788-1, S. 89–104.
- Ein Raum der Ermutigung. Zur Spiritualität reformierter Kirchengebäude. In: Margit Ernst-Habib und Hans-Georg Ulrichs (Hrsg.): Glaubensleben. Wahrnehmungen reformierter Frömmigkeit (= Texte zur reformierten Theologie und Kirche 3), foedus-verlag, Solingen 2018, ISBN 978-3-938180-60-0, S. 35–45.
- „Kirche, die mich anspricht“ – Dreimal zwölf Thesen im Licht von Lukas 10. In: Burkhard Kämper und Tobias Treseler (Hrsg.): Veränderungen in der Kirche gestalten. Jubiläumsschrift für Arno Schilberg (= Kirche und Recht - Beihefte 3), Berliner Wissenschafts-Verlag, Berlin 2020, ISBN 978-3-8305-5061-7, S. 21–27.